# Carlos Teo Cruz
Carlos Teofilo Rosario Cruz (ur. 28 czerwca 1937 w Santiago de los Caballeros, zm. 15 lutego 1970 u wybrzeży Dominikany) – dominikański bokser, zawodowy mistrz świata kategorii lekkiej.
Rozpoczął karierę boksera zawodowego w 1959. Walczył początkowo w Dominikanie i w Portoryko, później również w Stanach Zjednoczonych. 1 stycznia 1964 w Caracas został pokonany przez przyszłego mistrza świata w wadze junior półśredniej Carlosa Hernándeza. W 1966 przegrał z Frankie Narvaezem, którego pokonał w 1967.
29 czerwca 1968 otrzymał szansę walki w Santo Domingo o tytuł mistrza świata w wadze lekkiej z dotychczasowym czempionem Carlosem Ortizem. Wygrał niejednogłośnie na punkty i został nowym mistrzem świata. W obronie tytułu pokonał 27 września tego roku w Los Angeles Mando Ramosa na punkty. W walce rewanżowej 18 lutego 1969, również w Los Angeles, Ramos zwyciężył przez techniczny nokaut w 11. rundzie i odebrał Cruzowi tytuł mistrzowski.
Cruz stoczył potem jeszcze cztery walki, wszystkie zwycięskie. 15 lutego 1970 zginął wraz ze swą żoną i 18-miesięcznym dzieckiem w katastrofie lotniczej samolotu McDonnell Douglas DC-9 należącego do linii Dominicana de Aviación lecącego z Santo Domingo do San Juan. Samolot spadł do morza krótko po starcie wskutek awarii silnika. Nikt z obecnych na pokładzie nie przeżył.
Jego młodszy brat Leonardo Cruz był również zawodowym bokserem, mistrzem świata w wadze junior piórkowej.